# 1re série 1930/31
Die Saison 1930/31 war die 15. Spielzeit der 1re série, der höchsten französischen Eishockeyspielklasse. Meister wurde zum insgesamt siebten Mal in der Vereinsgeschichte der Chamonix Hockey Club.

## Meisterschaftsfinale
- Chamonix Hockey Club – Club des Sports d’Hiver de Paris 4:1 (2:0, 2:1, 0:0)